# 成雅莹
 成雅莹（韓語：성아영，1999年6月25日—），韓国女子羽毛球運動員。

## 簡歷
2017年，成雅莹代表韩國隊出戰印尼雅加达舉行的亞洲青年羽毛球錦標賽，在率先進行的混合团体赛中，韩國队赢得金牌。紧接着在雙打赛事中，她又赢得了混合雙打亚军。

## 主要比賽成績
只列出曾進入準決賽的國際賽事成績：
| 年份   | 賽事                 | 公開賽級別 | 項目     | 拍檔   | 成績 |
| ------ | -------------------- | ---------- | -------- | ------ | ---- |
| 2017年 | 亞洲青年羽毛球錦標賽 | 其他       | 混合團體 | －     | 冠軍 |
| 2017年 | 亞洲青年羽毛球錦標賽 | 其他       | 混合雙打 | 罗星升 | 亞軍 |
| 2017年 | 世界青年羽毛球錦標賽 | 其他       | 混合團體 | －     | 季軍 |

| 2007-2017年 | 首要超級賽 | 超級賽 | 黃金大獎賽 | 大獎賽 | 國際挑戰賽 | 國際系列賽 | 未來系列賽 | 其他 |

| 2018-2026年 | 總決賽 | 超級1000賽 | 超級750賽 | 超級500賽 | 超級300賽 | 超級100賽 | 國際挑戰賽 | 國際系列賽 | 未來系列賽 | 其他 |